# ジェイアール東海コンサルタンツ
ジェイアール東海コンサルタンツ株式会社（ジェイアールとうかいコンサルタンツ）は、愛知県名古屋市中村区に本社を置く建設コンサルタント会社で、鉄道技術に関するコンサルタントを主体としている。東海旅客鉄道（JR東海）の子会社（連結子会社）。

## 沿革
- 1997年10月1日 - 設立[2]。

## 事業所
- 東京事業所　東京都港区港南2-1-95 JR東海品川ビル
- 東京設備部　同上
- 静岡設備部・静岡営業所　静岡県静岡市駿河区南町3-1 セントラル静岡南町ビル
- 名古屋設備部　愛知県名古屋市中村区
- 大阪設備部　大阪府大阪市淀川区西宮原1-8-24 新大阪第3ドイビル